# Both Sides of the Sky
Albums de Jimi Hendrix
Machine Gun: The Fillmore East First Show
(2016) Live in Maui
(2020)
Both Sides of the Sky est un album studio posthume de Jimi Hendrix, sorti en 2018. Il forme une trilogie avec les albums Valleys of Neptune (2010) et People, Hell and Angels (2013) qui propose des enregistrements inédits des morceaux connus ou inédits sur lesquels il travaillait depuis la sortie  de l'album Electric Ladyland.

## Contenu
Les chansons présentes ici sont parues dans d'autres versions :
- Mannish Boy est paru dans l'album Jimi Hendrix: Blues parue en 1994. Étant donné qu'il n'y a aucune prise satisfaisante, Douglas avait demandé à l'ingénieur du son de faire un master à partir d'un mélange de prises. Ce procédé est répété ici dans une nouvelle version.
- Stepping Stone et Angel (nommé Sweet Angel ici) sont les démos des versions présentés sur l'album First Rays of the New Rising Sun en 1997.
- Lover Man, Cherokee Mist et Hear My Train A Comin’ étaient déjà parues dans le coffret pourpre en 2000 sous d'autres versions (plus avancées pour les deux premières)
- Power of Soul était parue dans l'album South Saturn Delta en 1997 sans les overdubs du 3 février 1970 (présents ici)
- $20 Fine, Jungle, Things I Used to Do, Georgia Blues, Woodstock et Send My Love to Linda sont inédits.

## Liste des chansons
Toutes les chansons sont enregistrées au Record Plant Studio à New York, sauf indication contraire
Toutes les chansons sont écrites et composées par Jimi Hendrix, sauf mention contraire.
| 1.      | Mannish Boy (Muddy Waters)        | 22 avril 1969                                | 5:01 |
| 2.      | Lover Man                         | 15 décembre 1969                             | 3:05 |
| 3.      | Hear My Train A Comin'            | 9 avril 1969                                 | 7:26 |
| 4.      | Stepping Stone                    | 14 et 18 novembre 1969                       | 3:12 |
| 5.      | $20 Fine (Stephen Stills)         | 30 septembre 1969                            | 4:59 |
| 6.      | Power of Soul                     | 21 janvier 1970 & 3 février 1970             | 5:55 |
| 7.      | Jungle                            | 14 novembre 1969                             | 3:28 |
| 8.      | Things I Used to Do (Guitar Slim) | 7 mai 1969                                   | 3:41 |
| 9.      | Georgia Blues                     | 19 mars 1969                                 | 7:55 |
| 10.     | Sweet Angel                       | 28 janvier 1968 aux Studios Olympic, Londres | 3:54 |
| 11.     | Woodstock (Joni Mitchell)         | 30 septembre 1969                            | 5:19 |
| 12.     | Send My Love to Linda             | 16 janvier 1970                              | 4:36 |
| 13.     | Cherokee Mist                     | 2 mai 1968                                   | 7:01 |
| 1:05:47 |                                   |                                              |      |

## Liste des musiciens
- Jimi Hendrix - guitare, chant, basse sur Sweet Angel et Woodstock
- Johnny Winter - guitare (8)
- Noel Redding - basse (3, 8-11)
- Billy Cox - basse (1, 2, 4 - 7, 12)
- Buddy Miles - batterie (1, 2, 4 - 7, 11, 12)
- Mitch Mitchell - batterie (3, 8 - 10, 13)
- Stephen Stills - chant et orgue (5, 11)[1]
- Lonnie Youngblood - chant et saxophone (9)

## Charts
| Classement (2018)                  | Meilleure position |
| ---------------------------------- | ------------------ |
| Australie (ARIA)                   | 20                 |
| Autriche (Ö3 Austria Top 40)       | 9                  |
| Belgique (Flandre Ultratop)        | 8                  |
| Belgique (Wallonie Ultratop)       | 19                 |
| Canada (Canadian Albums)           | 13                 |
| Pays-Bas (Mega Album Top 100)      | 10                 |
| Finlande (Suomen virallinen lista) | 16                 |
| Allemagne (Media Control AG)       | 7                  |
| Hongrie (Mahasz)                   | 33                 |
| Italie (FIMI)                      | 59                 |
| Nouvelle-Zélande (RMNZ)            | 39                 |
| Norvège (VG-lista)                 | 25                 |
| Pologne (ZPAV)                     | 47                 |
| Écosse (OCC)                       | 8                  |
| Espagne (PROMUSICAE)               | 21                 |
| Suède (Sverigetopplistan)          | 15                 |
| Suisse (Schweizer Hitparade)       | 8                  |
| Royaume-Uni (UK Albums Chart)      | 8                  |
| États-Unis Billboard 200           | 8                  |
| États-Unis (Top Rock Albums)       | 3                  |

| Classement (2018)               | Position |
| ------------------------------- | -------- |
| Belgique (Ultratop Flanders)    | 187      |
| États-Unis Top Rock (Billboard) | 82       |